# Google Santa Tracker
Google Santa Tracker este un program de divertisment anual cu temă de Crăciun care a fost lansat prima dată în 2004 de către Google, care simulează urmărirea personajului legendar Moș Crăciun în Ajunul Crăciunului, dar înainte de acest lucru li se permit utilizatorilor să se joace, să vadă și să afle prin activități mici care sunt adăugate zilnic în Decembrie. A fost inspirat de rivalul său, care l-a depășit după numărul de vizite, NORAD Tracks Santa, care a funcționat din 1955.

## Istorie
La începutul anului 2004, Google a văzut NORAD Tracks Santa și a spus că „ar fi ceva mai bine pentru utilizatori să «vizualizeze» unde Moșul este acum”. Așa că, în același an, după ce compania Keyhole a fost cumpărată de Google, l-au urmărit pe Moș Crăciun în „Keyhole Earth Viewer” (numele original al Google Earth) și l-au numit „Keyhole Santa Radar”. Nu erau foarte mulți vizitatori deoarece era un produs cu plată.
În 2018, site-ul a adăugat caracteristici noi pentru studenți și educatori. În 4 decembrie 2018 s-au adăugat o suită de jocuri și lecții despre bazele programării și tradiții de Crăciun în jurul lumii. Acesta mai are și informații despre organizații non-profit cum ar fi Khan Academy și Code.org. Le mai permitea utilizatorilor să folosească Asistentului Google să-l sune pe Moșul sau să asculte o poveste de Crăciun. Pe Google Play este o aplicație ce poate fi descărcată pe telefoanele ce au sistemul de operare Android.
În decembrie 2018, site-ul avea 42,2 milioane de utilizatori.

## Cum funcționează site-ul
În fiecare Ajun de Crăciun, Google Santa Tracker începe să simuleze urmărirea unui Moș Crăciun imaginar în jurul miezului nopții la cea mai estică zonă de timp (ora 22:00 în Orientul Îndepărtat Rus, ora 5:00 la New York, ora 11:00 la Paris și ora 12:00 ora României). Numărătorile, care arată date false le arată vizitatorilor cât de mult a călătorit Moșul de la plecare, cât de mult îi ia Moșului să ajungă la orașul vizitatorului, distanța de la Moș la orașul vizitatorului și numărul de cadouri livrate.
Pentru fiecare oraș pentru care este menționat că va ajunge Moșul, primele alineate ale articolului corespunzător Wikipedia, ce oferă o prezentare generală a orașului respectiv. Site-ul mai oferă și fotografii din acel oraș. Temperatura orașului este afișată cu precizie folosind date de la The Weather Channel. Nu fiecare oraș mare este vizitat; unele orașe mari în apropiere de alte orașe mari sunt ocolite, în timp ce orașele mici care sunt departe de oricare alt loc populat sunt menționate ocazional. Chiar dacă Moșul călătorește, numărătoarea care numărul cadourilor livrate crește, dar într-un ritm mai mic când Moșul este într-un oraș.
Urmărirea moșului este blocată până pe 24 decembrie, ora 12:00 ora României. În acest timp, vizitatorii pot să se joace jocuri în satul Moșului în timpul anului.
Simularea rutei moșului diferă față de cel al NORAD Tracks Santa, iar cele două site-uri arată că este în două locații diferite în același timp.